# سرعة ترسب الدم
سرعة ترسب الدم (بالإنجليزية: erythrocyte sedimentation rate = ESR) هي السرعة التي تترسب بها كريات الدم الحمراء خلال مدة قدرها ساعة واحدة. هو اختبار شائع في طب أمراض الدم، ومقياس غير خاص للالتهاب. لإجراء الاختبار، كان يتم وضع الدم غير المتجلط في أنبوب قائم، يعرف باسم أنبوب ويسترجرين، ويتم قياس معدل سقوط كريات الدم الحمراء بالملليمتر في نهاية الساعة.
منذ دخول عداد الخلايا الإلكتروني في المعامل، أصبح إجراء اختبار سرعة ترسب الدم يتم أوتوماتيكيا.
تُحكم سرعة ترسب الدم بالتوازن بين القوى الموالية للترسب، الفيبرينوجين بشكل رئيسي، والعوامل المقاومة للترسب، الشحنات السالبة للكريات تحديدا. حين يكون هناك التهاب، تتسبب النسبة العالية للفيبرينوجين في كريات الدم الحمراء بجعلها تلتصق ببعضها البعض. تكون الكريات الحمراء كومات تسمى "النضائد - rouleaux"، والتي تترسب بشكل أسرع نظرا لزيادة كثافتها. يمكن أن تتكون النضائد أيضا في حالات الاضطرابات التكاثرية اللمفية حيثما يتم إفراز بارابروتين واحد أو أكثر بكميات كبيرة.
تزداد سرعة ترسب الدم في الالتهاب، والحمل، وفقر الدم، والأمراض المناعية الذاتية (مثل التهاب المفاصل الروماتويدي والذئبة)، والعدوى، وبعض أمراض الكلى، وبعض السرطانات (مثل اللمفوما، والورم النخاعي المتعدد). فيما تقل سرعة الترسب في حالات كثرة كريات الدم الحمر، ومتلازمة فرط اللزوجة، وفقر الدم المنجلي، وابيضاض الدم، ونقص بروتينات البلازما (بسبب مرض كلوي أو كبدي) وقصور القلب. رغم أن زيادة مستوىالأجسام المضادة يزيد عادة من سرعة الترسب، فإن المستويات العالية للغاية قد تقلل السرعة مجددا بسبب فرط لزوجة البلازما. يحدث هذا بالأخص مع الغلوبيولين المناعي م، وبدرجة أقل مع الغلوبيولين المناعي أ. سرعة ترسب الدم أعلى قليلًا في الإناث.

## الآلية
سرعة ترسب الدم هي قياس لقدرة كريات الدم الحمراء على السقوط خلال بلازما الدم والتراكم معًا في قاع الوعاء الحاوي خلال ساعة.
هناك 3 مراحل في ترسب الكريات الحمراء:
1) المرحلة 1: تكوين النضائد
2) المرحلة 2: مرحلة الترسيب أو الاستقرار
3) المرحلة 3: مرحلة الحزم - 10 دقائق (تقل سرعة الترسيب وتبدأ الخلايا في التجمع في قاع الأنبوبة)
في الظروف الطبيعية، كريات الدم الحمراء مشحونة بشحنات سالبة. لذلك، تتنافر الكريات مع بعضها البعض ولا تكون كومات. إلى جانب ذلك، إذا كانت لزوجة الدم عالية، ستكون سرعة سقوط الكريات عبر البلازما بطيئة وبالتالي تقل سرعة ترسب الدم.
تتأثر سرعة الترسب بالحالات الالتهابية وغير الالتهابية.في الحالات الالتهابية، يكون الفيبرينوجين، وبروتينات التخثر الأخرى، وغلوبيولين ألفا مشحونين بشحنة موجبة، وبالتالي يزيدون من سرعة الترسب. في الحالات غير الالتهابية، يستطيع تركيز ألبيومين المصل، وشكل، وحجم، وعدد كريات الدم الحمراء، وتركيز الأجسام المضادة التأثير على سرعة الترسب. بعض الحالات غير الالتهابية الأخرى التي تزيد من سرعة الترسب تشمل فقر الدم، وقصور الكلى، والسمنة، والشيخوخة، والجنس الأنثوي. في المقابل، تسبب زيادة كرات الدم الحمراء نقص في سرعة الترسب نظرًا لزيادة لزوجة الدم. اعتلال الهيموغلوبين مثل فقر الدم المنجلي يمكن أن يصاحبه نقص في سرعة الترسب بسبب الشكل غير الصحيح لكريات الدم الحمراء والذي يفسد تكوين الكومات. كذلك فإن سرعة الترسب تكون أكبر في النساء خلال الطمث والحمل. القصور الكلوي هو سبب آخر لزيادة سرعة الترسب. لا تتغير قيمة سرعة ترسب الدم سواء تم عمل غسيل كلوي أم لا. لذلك، فإن قياس سرعة الترسب ليس مقياسًا موثوقًا للالتهاب في مرضى القصور الكلوي.
تبدأ سرعة الترسب في الزيادة بعد 24 لـ48 ساعة من الالتهاب، وتقل ببطء بعد التعافي منه، وقد يستعرق التعافي من الالتهاب من أسابيع لشهور. لقيم سرعة الترسب الأكبر من 100 مم/ساعة، يجب عمل تحاليل لإيجاد السبب لأن هناك احتمال 90% لإيجاد السبب.

## الاستخدامات الطبية

### التشخيص
يمكن أن يكون قياس سرعة الترسب مفيدا في تشخيص بعض الأمراض، مثل الورم النخاعي المتعدد، والتهاب الشريان ذو الخلايا العملاقة، وألم العضلات الروماتزمي، والعديد من الأمراض المناعية الذاتية مثل الذئبة، والتهاب المفاصل الروماتويدي وداء الأمعاء الالتهابي وأمراض الكلى المزمنة. في كثير من تلك الحالات، قد تتجاوز سرعة الترسب 100 مم/ساعة.
تستخدم سرعة الترسب بشكل شائع فيالتشخيص التفريقي لداء كاواساكي (لتفريقه عن التهاب الشرايين تاكاياسو، والذي يحظى بارتفاع شديد في سرعة الترسب) وقد تكون مرتفعة في بعض حالات العدوى المزمنة مثل الدرن، والتهاب الشغاف العدوائي. كما تكون مرتفعة في التهاب الغدة الدرقية تحت الحاد المعروف باسم دي كورفان.

### شدة المرض
سرعة ترسب الدم هي أحد عناصر (مؤشر نشاط داء كرون في الأطفال)، أي أنها مؤشر لتقييم شدة داء الأمعاء الالتهابي في الأطفال.

### متابعة الاستجابة للعلاج
الفائدة السريرية لسرعة الترسب محدودة على متابعة الاستجابة للعلاج في بعض الأمراض الالتهابية مثل التهاب الشريان ذو الخلايا العملاقة، وألم العضلات الروماتزمي، والتهاب المفاصل الروماتويدي. كما يمكن استخدامها كمقياس بسيط (غير دقيق) للاستجابة في حالات لمفوما هودجكين. بالإضافة لذلك، تستخدم سرعة الترسب في تحديد واحد من العوامل العديدة ذات التأثير السلبي على مآل لمفوما هودجكين.

## القيم الطبيعية

### البالغون
القانون المستخدم على نطاق واسع لحساب قيم سرعة ترسب الدم الطبيعية لدى البالغين (حد الموثوقية 98%) وهي يعطى بالمعادلة التالية التي تم استنباطها في 1983:
{\displaystyle {\rm {ESR}}\ (mm/hr)\leq {\frac {{\rm {Age}}\ (in\ years)+10\ (if\ female)}{2}}}
النطاق المرجعي لسرعة ترسب الدم من دراسة كبيرة في 1996 مع حدود موثوقية ضعيفة:
| (95% في حدود) | العمر (بالسنوات) | العمر (بالسنوات) | العمر (بالسنوات) |
| (95% في حدود) | 20               | 55               | 90d              |
| الرجال        | 10               | 14               | 19               |
| النساء        | 15               | 21               | 23               |

### الأطفال
تم اقتباس القيم الطبيعية لسرعة الترسب كما يلي:1-2 مم/ساعة عند الولادة، تزيد لـ4 مم/ساعة بعد 8 أيام من الولادة، ثم لـ17 مم/ساعة بحلول اليوم 14.
النطاقات الطبيعية التقليدية هي :
- حديث الولادة: 0-2 مم/ساعة
- الأطفال حتى البلوغ: 3-13 مم/ساعة، وتضع بعض المعامل الأخرى حد أقصى مم/ساعة 20.[10]

## العلاقة بالبروتين المتفاعل-C
البروتين المتفاعل-C هو بروتين طور حاد. لذلك، فهو علامة أفضل لرد الفعل في المرحلة الحادة عن سرعة ترسب الدم. بينما تشير سرعة الترسب والبروتين معًا لدرجة الالتهاب، ولكن تلك القاعدة ليست سليمة دائمًا وقد تكون النتائج متضاربة في 12.5% من الحالات.
| سرعة ترسب عالية/مستوى بروتين منخفض                                                                                             | سرعة ترسب منخفضة/مستوى بروتين مرتفع                                                                               |
| --- | --- |
| ذئبة حمامية شاملة عدوى العظام والمفاصب سكتة نقص التروية مرض فالدنشتروم ورم نخاعي متعدد مرض متعلق بغلوبيولين مناعي ج4 قصور كلوي | عدوى الجهاز البولي، والرئة، وتيار الدم احتشاء عضلة القلب خثار وريدي التهاب المفاصل الروماتويدي نقص ألبيومين المصل |

## البحث العلمي
وفقًا لدراسة صدرت عام 2015، فقد ظهر وجود ارتباط بين طفرة في جين HBB وزيادة قيم سرعة ترسب الدم في شعب سردينيا. حيث تأثر عدد كريات الدم الحمراء (الذي يتناسب عكسيا مع سرعة الترسب) في حاملي تلك الطفرة ذات تعدد أشكال النوكليوتيدات المفردة. هذه الطفرة تكاد تكون قاصرة فقط على سكان سردينيا وهي سبب شائع لثلاسيميا بيتا.

## روابط خارجية
- Mediscuss on ESR
- American Family Physician article on ESR
- ESR at Lab Tests Online